# Elesmoides thomae
Elesmoides thomae är en fjärilsart som beskrevs av Louis Beethoven Prout 1927. Elesmoides thomae ingår i släktet Elesmoides och familjen trågspinnare. Inga underarter finns listade i Catalogue of Life.